# 안덕초등학교 (제주)
안덕초등학교는 대한민국 제주특별자치도 서귀포시 안덕면 화순리에 있는 공립 초등학교이다.

## 학교 연혁
- 1929년 10월 15일 설립인가
- 1930년 4월 21일 중면공립보통학교 개교(4년제 1학급 60명)
- 1935년 4월 1일 안덕공립보통학교로 교명 개칭
- 1938년 4월 1일 안덕공립심상소학교로 교명 개칭[1]
- 1941년 4월 1일 안덕공립국민학교로 교명 개칭[2]
- 1981년 3월 1일 병설유치원(1학급) 개원(40명)
- 1983년 3월 1일 대평분교장 편입(34회 779명 졸업)
- 1985년 3월 1일 특수학급 1학급 편성
- 1994년 9월 15일 병설유치원(별관) 신축
- 1996년 3월 1일 안덕초등학교로 교명 개칭[3]
- 1996년 3월 1일 대평분교장 본교에 통합
- 2009년 12월 10일 급식소 신축
- 2012년 5월 25일 월라관(다목적강당) 개관식 및 잔디운동장 개장
- 2013년 8월 31일 교실 1실 증축
- 2014년 2월 25일 스마트교실 구축
- 2015년 2월 10일 초록운동장 탄성포장
- 2015년 8월 31일 교실 내외부 도색
- 2016년 9월 1일 제37대 양철주 교장 부임
- 2017년 2월 12일 제84회 졸업(남 23명 여 15명) 계 5,807명 졸업
- 2017년 3월 1일 10학급 편성
- 2017년 3월 1일 제주형자율학교 재지정
- 2020년 1월 22일 제87회 졸업(남 19명 여 14명) 계 5,897명 졸업
- 2020년 9월 1일 고희숙 교장 부임
- 2022년 3월 1일 고옥재 교장 부임
- 2025년 4월 4일 폐교

## 참고 자료
- 안덕초등학교 - 한국교육학술정보원 학교알리미